# Barcillonnette
Barcillonnette je naselje in občina v jugovzhodnem francoskem departmaju Hautes-Alpes regije Provansa-Alpe-Azurna obala. Leta 2008 je naselje imelo 126 prebivalce.

## Geografija
Kraj leži v pokrajini Visoki Provansi 25 km jugozahodno od središča departmaja Gapa.

## Administracija
Barcillonnette je sedež istoimenskega kantona, v katerega sta poleg njegove vključeni še občini Esparron in Vitrolles z 368 prebivalci.
Kanton je sestavni del okrožja Gap.

## Zgodovina
Ime naselja se prvikrat omenja v tekstih leta 1339 (Barcelonia - pomanjševalnica od Barcelona).
Sama občina je v času francoske revolucije pripadala departmaju Basses-Alpes. Z razdelitvijo kantona Mison leta 1791 je naselje postalo središče lastnega kantona in se z odlokom Državnega zbora preimenovalo v Valcivique. Kanton je bil januarja 1810 priključen departmaju Hautes-Alpes.
1. ↑  »Populations légales 2016«. Nacionalni inštitut za statistične in gospodarske raziskave. Pridobljeno 25. aprila 2019.